# Saint-Quentin-de-Caplong
Saint-Quentin-de-Caplong è un comune francese di 252 abitanti situato nel dipartimento della Gironda nella regione della Nuova Aquitania.

## Società

### Evoluzione demografica
Abitanti censiti